# Tehvandi-Schanze
Die Tehvandi-Schanze ist eine Skisprungschanze der Kategorie HS100 in der Stadt Otepää in Estland. Bis 2008 befand sich auf dieser Anlage eine K-70-Mattenschanze.

## Geschichte
Das Wintersportzentrum in Otepää wurde am 14. Januar 1968 mit der K-70-Mattenschanze im Estland eröffnet. Außer dem jährlichen Skilanglauf-Weltcup wurden dort keine internationalen Veranstaltungen durchgeführt. Um die Nordische Junioren-Weltmeisterschaft austragen zu können, wurde 2001 mit der Planung für die K-90-Schanze begonnen. Das Vorhaben wurde 2006 mit privaten Spenden und europäischer Unterstützung umgesetzt. Die K-90-Mattenschanze wurde am 18. Januar 2008 eröffnet. Wenige Tage später wurde die marode K-70-Schanze abgerissen. Sollte der Verein Otepää Spordiklubi sich nach der Junioren-WM 2011 für eine Ausrichtung einer Nordischen Ski-WM bewerben, ist eine Erweiterung um Schanzen mit K 120, K 70 und K 50 geplant. Seit Fertigstellung der Schanze werden dort regelmäßig die estnischen Meisterschaften im Skispringen ausgetragen.
Lange Zeit hielt die Japanerin Sara Takanashi den Schanzenrekord auf Schnee mit 101,5 Metern, aufgestellt am 25. Januar 2011. Dann übertraf der Este Artti Aigro 2013 und 2017 zweimal mit 102 Metern die bisherige Bestleistung.

## Internationale Wettbewerbe
Genannt werden alle von der FIS organisierten Sprungwettbewerbe.
| Datum             | Kategorie       | Schanze | 1. Platz                                                               | 2. Platz                                                            | 3. Platz                                                           |
| ----------------- | --------------- | ------- | ---------------------------------------------------------------------- | ------------------------------------------------------------------- | ------------------------------------------------------------------ |
| 19. Dezember 2009 | Continental Cup | HS100   | Matic Kramaršič                                                        | Stephan Hocke                                                       | Mario Innauer                                                      |
| 20. Dezember 2009 | Continental Cup | HS100   | Grzegorz Miętus                                                        | David Unterberger                                                   | Jernej Damjan Felix Schoft                                         |
| 27. Januar 2011   | Junioren-WM     | HS100   | Coline Mattel                                                          | Špela Rogelj                                                        | Yūki Itō                                                           |
| 28. Januar 2011   | Junioren-WM     | HS100   | Wladimir Sografski                                                     | Stefan Kraft                                                        | Kaarel Nurmsalu                                                    |
| 29. Januar 2011   | Junioren-WM     | HS100   | Mannschaftswettkampf der Juniorinnen wegen starken Windes abgesagt     | Mannschaftswettkampf der Juniorinnen wegen starken Windes abgesagt  | Mannschaftswettkampf der Juniorinnen wegen starken Windes abgesagt |
| 30. Januar 2011   | Junioren-WM     | HS100   | ÖsterreichMichael Hayböck Stefan Kraft Markus Schiffner Thomas Lackner | DeutschlandRichard Freitag Daniel Wenig Marinus Kraus Stephan Leyhe | NorwegenEspen Røe Mats Berggård Anders Fannemel Sigmund Hagehaugen |
| 3. Juli 2021      | FIS Cup         | HS97    | Marija Jakowlewa                                                       | Jenny Rautionaho                                                    | Dong Bing                                                          |
| 3. Juli 2021      | FIS Cup         | HS97    | Mika Schwann                                                           | Luca Roth                                                           | Justin Lisso                                                       |
| 4. Juli 2021      | FIS Cup         | HS97    | Marija Jakowlewa                                                       | Dong Bing                                                           | Jenny Rautionaho                                                   |
| 4. Juli 2021      | FIS Cup         | HS97    | Mika Schwann                                                           | Justin Lisso                                                        | Luca Roth                                                          |